# Caporetto
Caporetto (in sloveno Kobarid; in friulano Cjaurêt; in tedesco Karfreit) è un comune della Slovenia, appartenente alla regione statistica del Goriziano, posto al confine con l'Italia. Con una popolazione di 4 079 abitanti e un'area di 197 km², il comune è formato da 33 località: la più popolata è il centro omonimo, sede comunale, che conta 1 092 abitanti; quella meno popolata è Magozd con 68 residenti.

## Geografia fisica

### Idrografia

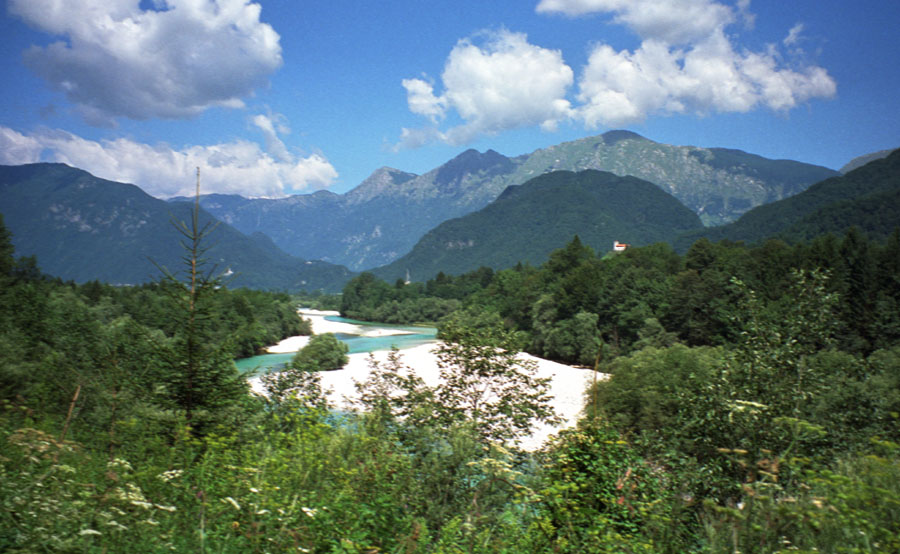
L'Isonzo presso Caporetto

- fiume Isonzo (Soča);
- fiume Natisone (Nadiža);
- torrente Bela;
- torrente Kokošnjak;
- torrente Potočec;
- torrente Šjak;
- torrente Perivnik;
- torrente Rieca (Reka);
- torrente Idrija;
- torrente Rapid;
- torrente Jamjak;
- rio Nero[3] (Črni potok);
- torrente Plazi.

### Orografia
- Monte Nero (Krn), 2245 m
- Monte Rosso[4] (Batognica), 2163 m
- Lanževica, 2003 m
- Monte Bogatin, 1977 m
- passo Vratca, 1810 m
- Maselnik, 1906 m
- Sleme, 1487 m
- Monte Stol (Stol), 1673 m
- Starijski vrh, 1136 m
- Monte Cucco[5] (Kuk), 1243 m
- Pleče, 1298 o 1302 m
- Kožljak, 1602 m
- Monte Ursig[5] (Vršič), 1897 m
- Vrata, 2014 m
- Veliki Lemež, 2041 m
- Veliki Šmohor, 1921 m
- Monte Grande[5] (Krasji Vrh), 1773 m
- Mali Muzec, 1612 m
- Monte Gabrovec[5] (Veliki Muzec), 1629 m
- Volnik, 794 m

### Clima
| Caporetto           | Mesi | Mesi | Mesi | Mesi | Mesi | Mesi | Mesi | Mesi | Mesi | Mesi | Mesi | Mesi | Stagioni | Stagioni | Stagioni | Stagioni | Anno  |
| Caporetto           | Gen  | Feb  | Mar  | Apr  | Mag  | Giu  | Lug  | Ago  | Set  | Ott  | Nov  | Dic  | Inv      | Pri      | Est      | Aut      | Anno  |
| ------------------- | ---- | ---- | ---- | ---- | ---- | ---- | ---- | ---- | ---- | ---- | ---- | ---- | -------- | -------- | -------- | -------- | ----- |
| T. max. media (°C)  | 5,4  | 7,4  | 11,5 | 15,7 | 20,7 | 24,4 | 26,9 | 26,4 | 22,8 | 17,3 | 10,5 | 6,5  | 6,4      | 16,0     | 25,9     | 16,9     | 16,3  |
| T. min. media (°C)  | −1,9 | −1,0 | 1,9  | 5,6  | 9,7  | 13,4 | 15,2 | 14,9 | 12,0 | 7,7  | 3,4  | −0,2 | −1,0     | 5,7      | 14,5     | 7,7      | 6,7   |
| Precipitazioni (mm) | 71   | 74   | 76   | 112  | 105  | 134  | 106  | 122  | 125  | 116  | 131  | 97   | 242      | 293      | 362      | 372      | 1 269 |

### Fonte Fredda
Nel centro di Caporetto, in epoca medievale si trovavano un albero sacro e una fonte, venerati in quel tempo dalla popolazione locale, residui degli antichi culti ancestrali anteriori alla cristianizzazione della valle. Il 16 agosto 1331 da Cividale partì una crociata che sradicò l'albero e ostruì con pietre la sorgente. Dove si trovavano la sorgente e l'albero, il locale ufficio del turismo ha fatto apporre un cartello commemorativo.

## Storia
In epoca asburgica Caporetto (Kobarid, Karfreit) faceva parte della Contea di Gorizia e Gradisca, a sua volta inclusa dapprima nel Regno d'Illiria e dal 1849 nel Litorale austriaco. Dal punto di vista amministrativo costituì un comune autonomo, che includeva anche le frazioni (Enclave) di Susid (Sužid) e Svina (o Svino).
Posto in posizione strategica nell'alta valle dell'Isonzo, è famoso per essere stato teatro della cosiddetta battaglia di Caporetto che qui si combatté nella prima guerra mondiale tra il 24 ottobre e il 27 novembre 1917 tra le truppe italiane e quelle austriache e si concluse con la celebre rotta delle truppe italiane, che si dovettero ritirare fino al fiume Piave perché non esistevano piani per la difesa delle posizioni, essendo la strategia del Regio Esercito basata esclusivamente sull'offensiva.
Dal 1920 al 1947 fece parte del Regno d'Italia, inserita nella provincia del Friuli dal 1923 al 1927 e successivamente nella provincia di Gorizia. L'attuale territorio comunale era allora articolato nei comuni di:
- Bergogna,
- Caporetto, che comprendeva le frazioni di Suzia/Susida (Sužid) e Svina/Villa Svina (Svino),
- Creda (aggregato nel 1928),
- Dresenza (aggregato nel 1928),
- Idresca d'Isonzo (aggregato nel 1928),
- Libussina (aggregato nel 1928),
- Luico (aggregato nel 1928),
- Sedula (aggregato nel 1928 a Bergogna),
- Ternova d'Isonzo (aggregato nel 1928).

Dal 10 settembre 1943 fu capitale della Repubblica partigiana di Caporetto, che operò per 52 giorni fino all'offensiva tedesca dei primi di novembre; rimase quindi inclusa nella Zona d'operazioni del Litorale adriatico sotto occupazione tedesca. Alla fine della guerra passò alla Jugoslavia e quindi alla Slovenia.
Nel 1976 fu colpita dal terremoto del Friuli senza particolari danni, data la distanza dall'epicentro. Per ricordare gli eventi del primo conflitto mondiale, negli anni novanta è stato costruito un museo, oggi meta di numerosi visitatori.
Il sacrario di Sant'Antonio, costruito su un colle, custodisce le salme di 7 014 soldati italiani. Sulla sommità del sacrario si trova la preesistente chiesa di Sant'Antonio di Padova, che era stata consacrata nel 1696.

Stemma di Caporetto durante il periodo italiano

### Simboli
Durante il periodo italiano il comune di Caporetto utilizzava uno stemma concesso con regio decreto del 15 aprile del 1940 che raffigurava il sacrario militare di Sant'Antonio.
Il gonfalone era un drappo d'azzurro.
Lo stemma e la bandiera attuali sono stati adottati il 15 luglio 1999.
Lo stemma rappresenta in campo azzurro una montagna d'argento, accostata da due stelle alpine, fondata su una campagna ondata di verde caricata di un pesce d'argento. Il monte dovrebbe essere la vetta del Monte Nero, a rappresentare, assieme ai fiori di stella alpina, la catena delle Alpi Giulie. La linea ondulata in punta allo scudo rappresenta l'Isonzo, luogo di numerose battaglie nella prima guerra mondiale, oggi fiume rinomato per la pratica della pesca sportiva.
La bandiera è un drappo di proporzioni 2:5 di azzurro, con una sottile striscia di bianco che forma un quadrato vicino all'asta con all'interno la stella alpina dello stemma.

## Società

### Etnie e minoranze straniere
Il comune di Caporetto, pur dal 1920 al 1947 politicamente italiano, è abitato da diversi secoli per la massima parte da sloveni, come tutta la regione geografica in cui è inserito, per quanto fino all'epoca medievale vi fosse una significativa percentuale di popolazione friulana (l'unica autoctona). Sotto l'impero austro-ungarico, il tedesco divenne l'idioma diffuso tra le classi colte, mentre nel linguaggio familiare e delle campagne permaneva lo sloveno. Il censimento etnico italiano del 1921 riportava che, tra i 6 224 abitanti di allora, 98 erano italiani.
Il censimento italiano del 1936 attribuiva al paese di Caporetto (escluse le frazioni) una preponderanza di italiani (circa un migliaio). Non si trattava, tuttavia, di popolazioni autoctone, bensì di elementi provenienti da tutta la Penisola e legati alle locali caserme e agli uffici dell'amministrazione centrale. Con l'occupazione titina prima e l'annessione alla Jugoslavia dopo, la popolazione italiana dovette abbandonare in massa Caporetto, azzerandosi la presenza italiana in loco. Il censimento sloveno del 2001 mostra invece i seguenti dati: su un totale di 4 472 abitanti, 4 237 sono sloveni, 33 macedoni, 24 serbi, 23 serbo-croati, 18 croati, 10 albanesi e 9 bosniaci. Di contro però lo 0,20% degli abitanti (ossia 9 persone) si definisce di madrelingua italiana.

## Geografia antropica

### Insediamenti
Il comune di Caporetto è diviso in 33 insediamenti:
- Avsa
- Bergogna (Breginj)[23]
- Boreana (Borjana)[23]
- Caporetto (Kobarid), sede comunale
- Creda (Kred)[5]
- Dresenza (Drežnica)
- Drežiniške Ravne
- Homec
- Idresca d'Isonzo (Idrsko)[23]
- Jezerca
- Jevšček
- Koseč
- Krn
- Ladra
- Libušnje
- Livške Ravne
- Longo (Logje)[5]
- Luico (Livek)[23]
- Magozd
- Mlinsko
- Perati
- Podbela
- Potocchi di Creda (Potoki)[5]
- Robedischis (Robidišče)[24]
- Robis (Robič)[23]
- Sedlo
- Sella di Caporetto (Staro Selo)[23]
- Smasti (Smast)
- Stanovischis (Stanovišče)[5]
- Sužid
- Svino
- Ternova d'Isonzo (Trnovo ob Soči)[23]
- Vrsno

## Amministrazione
| Periodo | Periodo   | Primo cittadino | Partito | Carica  | Note |
| ------- | --------- | --------------- | ------- | ------- | ---- |
| 1994    | 1998      | Pavel Gregorčič |         | sindaco |      |
| 1998    | 2002      | Pavel Gregorčič |         | sindaco |      |
| 2002    | 2006      | Pavel Gregorčič |         | sindaco |      |
| 2006    | 2010      | Robert Kavčič   |         | sindaco |      |
| 2010    | 2014      | Danijel Krivec  |         | sindaco |      |
| 2014    | 2018      | Robert Kavčič   |         | sindaco |      |
| 2018    | in carica | Marko Matajurc  |         | sindaco |      |